# Liste der Monuments historiques in Zincourt
Die Liste der Monuments historiques in Zincourt führt die Monuments historiques in der französischen Gemeinde Zincourt auf.

## Liste der Objekte
| Bezeichnung       | Beschreibung                                                                              | Standort                      | Kennzeichnung | Schutzstatus | Datum | Bild |
| ----------------- | ----------------------------------------------------------------------------------------- | ----------------------------- | ------------- | ------------ | ----- | ---- |
| Pietà             | Holz, 16. Jahrhundert                                                                     | in der Kirche St-Félix (Lage) | PM88001026    | Classé       | 1966  |      |
| Kelch und Patene  | Metall, versilbert, zweite Hälfte des 19. Jahrhunderts; Kelch von Napoleon III. gestiftet | in der Kirche St-Félix (Lage) | PM88001885    | Inscrit      | 1981  |      |
| Sakramentsschrank | Stein, Schmiedeeisen, 16. Jahrhundert                                                     | in der Kirche St-Félix (Lage) | PM88001025    | Classé       | 1928  |      |